# Production d'avions au cours de la Seconde Guerre mondiale
Ce tableau liste la production d'avions au cours de la Seconde Guerre mondiale par année et par pays. En termes de tonnage, les États-Unis et le Royaume-Uni ont assemblée très largement plus d'avions quadrimoteur que les autres nations.
| Pays        | 1939   | 1940   | 1941   | 1942    | 1943    | 1944    | 1945   | Total   |
| ----------- | ------ | ------ | ------ | ------- | ------- | ------- | ------ | ------- |
| États-Unis  | 2 141  | 6 068  | 18 466 | 46 907  | 84 853  | 96 270  | 45 852 | 300 557 |
| Allemagne   | 8 295  | 10 862 | 12 401 | 15 409  | 24 807  | 40 593  | 7 540  | 119 907 |
| URSS        | 10 382 | 10 565 | 15 737 | 25 436  | 34 900  | 40 300  | 20 900 | 158 220 |
| Royaume-Uni | 7 940  | 15 049 | 20 094 | 23 672  | 26 263  | 26 461  | 12 070 | 131 549 |
| Japon       | 4 467  | 4 768  | 5 088  | 8 861   | 16 693  | 28 180  | 8 263  | 76 320  |
| Total       | 33 225 | 47 312 | 71 786 | 120 285 | 187 516 | 231 804 | 94 625 | 786 553 |